# Ямада, Ясуо
Ясуо Ямада (яп. 山田康雄 Ямада Ясуо, 10 сентября, 1932 — 19 марта, 1995, префектура Токио) — японский сэйю.

## Биография
Ямада окончил литературный факультет Университета Васэда и выступал во многих постановках на сцене, радио и телевидении. Он появлялся в спектаклях по пьесам Хисаси Иноуэ. Его самой известной ролью был Арсен Люпен III из серии «Люпен III», начиная с 1971 года и заканчивая 1995 годом. Он также был официальным актёром озвучки Клинта Иствуда и Жан-Поля Бельмондо.
19 марта 1995 года в возрасте 62 лет Ясуо Ямада умер от кровоизлияния в мозг. В конце титров фильма «Lupin III: Farewell to Nostradamus» (первый фильм Люпина без Ямады) есть дань уважения: «Ясуо Ямаде, Вечному Люпину Третьему: Спасибо!»
После смерти Ямады Каничи Курита взял на себя роль Люпина Третьего.

## Позиции в Гран-при журнала Animage
- 1979 год — 6-е место в Гран-при журнала Animage, в номинации на лучшую мужскую роль[1];
- 1980 год — 11-е место в Гран-при журнала Animage, в номинации на лучшую мужскую роль[2];
- 1981 год — 9-е место в Гран-при журнала Animage, в номинации на лучшую мужскую роль[3];
- 1982 год — 11-е место в Гран-при журнала Animage, в номинации на лучшую мужскую роль[4];
- 1983 год — 19-е место в Гран-при журнала Animage, в номинации на лучшую мужскую роль[5];
- 1984 год — 20-е место в Гран-при журнала Animage, в номинации на лучшую мужскую роль[6];
- 1985 год — 6-е место в Гран-при журнала Animage, в номинации на лучшую мужскую роль[7];
- 1986 год — 11-е место в Гран-при журнала Animage, в номинации на лучшую мужскую роль[8];
- 1989 год — 17-е место в Гран-при журнала Animage, в номинации на лучшую мужскую роль[9];
- 1990 год — 14-е место в Гран-при журнала Animage, в номинации на лучшую мужскую роль[10];
- 1991 год — 19-е место в Гран-при журнала Animage, в номинации на лучшую мужскую роль[11]

## Роли в аниме
- 1969 год — Ninpuu Kamui Gaiden (Икэдзу);
- 1971 год — Люпен III (ТВ) (Люпен III);
- 1971 год — Andersen Monogatari (Дзюкко)
- 1972 год — Большая панда и маленькая панда (Полицейский);
- 1974 год — Hoshi no Ko Chobin (Усатан);
- 1975 год — Космический рыцарь Теккамен (Андро Умэда);
- 1976 год — Huckleberry no Bouken (Джим);
- 1977 год — Люпен III: Часть II (ТВ) (Люпен III);
- 1978 год — Люпен III: Тайна Мамо (фильм первый) (Люпен);
- 1979 год — Люпен III: Замок Калиостро (фильм второй) (Арсен Люпен III);
- 1984 год — Люпен III: Часть III (ТВ) (Арсен Люпен III);
- 1985 год — Люпен III: Легенда о золоте Вавилона (фильм третий) (Арсен Люпен III);
- 1989 год — Люпен III: Похищение статуи Свободы (спецвыпуск 01) (Арсен Люпен III);
- 1990 год — Люпен III: Бумаги Хемингуэя (спецвыпуск 02) (Арсен Люпен III);
- 1991 год — Люпен III: Словарь Наполеона (спецвыпуск 03) (Арсен Люпен III);
- 1992 год — Люпен III: Из России с любовью (спецвыпуск 04) (Арсен Люпен III);
- 1993 год — Люпен III: Опасный вояж (спецвыпуск 05) (Арсен Люпен III);
- 1994 год — Люпен III: Роковой дракон (спецвыпуск 06) (Арсен Люпен III)